# MYFEEL
MYFEEL（中文：品感覺）是亞洲跨國群眾集資平台，創立於2020年，由執行長郭承錠、營運長楊婷雯及創新長劉松淵創立，2022年被日本東證一部上市公司DLE INC（Tokyo: 3686）收購成為子公司。

## 外部連結
- MYFEEL 網站 （页面存档备份，存于）
- 日本娛樂集團DLE 3億日圓併購MYFEEL，3位台灣大學生創立的家電群募平台為何獲青睞？ （页面存档备份，存于）
- MYFEEL推出全新CIS 目標成為亞洲最大跨國集資平台 （页面存档备份，存于）
- 從瀕臨破產到被日本企業併購，群募平台MYFEEL從政大宿舍走向國際的蜿蜒創業路